# Калиново (Новохопёрский район)
Калиново — посёлок в Новохопёрском районе Воронежской области России.
Входит в состав городского поселения Новохопёрск.

## Население
| 2005 | 2010 |
| ---- | ---- |
| 33   | ↘20  |

## Уличная сеть
- ул. Лесная

## Достопримечательности
В селе находится усадьба-дача Раевских «Калиново», являющаяся памятником истории, архитектуры и археологии
Новохоперского района Воронежской области.